# Gerhard J. Winkler
Gerhard J. Winkler (* 12. Februar 1956 in Klagenfurt am Wörthersee; † 22. Juni 2012 in Hirm) war ein österreichischer Musikwissenschaftler.

## Leben und Wirken
Gerhard Winkler besuchte in Viktring die Volksschule und in Klagenfurt von 1966 bis 1974 das Gymnasium. Er studierte Klavier bei Alexander Jenner, wechselte später zur Klavierpädagogik und schloss das Studium 1979 ab.
Seit 1974 studierte er an der Universität Wien Musikwissenschaft. Das Studium beendete er 1981 mit seiner Dissertation „Brüchigkeit und Ästhetizismus. Studien zur dramatisch-musikalischen Konzeption Richard Wagners“, die das Gesamtwerk Wagners in den Kontext kulturphilosophischer Spannungsfelder von Karl Marx und Arthur Schopenhauer bis Jean-Paul Sartre stellt.
Nach einem Intermezzo in Graz am Institut für Wertungsforschung bei Otto Kolleritsch (1982–1983) wurde er wissenschaftlicher Leiter des Haydn-Museums in Eisenstadt und Musikreferent des Burgenlandes.
1986 gestaltete er die Landessonderausstellung „Franz Liszt – ein Genie aus dem Pannonischen Raum, Kindheit und Jugend“.  Die Liszt-Forschung wurde in den Folgejahren zu seinem vorrangigen Forschungsgebiet, wobei ihn eine jahrelange Zusammenarbeit mit dem Liszt-Forscher Detlef Altenburg verband. 2009 gestaltete er eine Ausstellung zu Haydns 200. Todestag. Gezeigt wurden Aspekte höfischer Musikkultur, Zeugnisse des privaten Lebens, Dokumente zur Kirchenmusik.  Der Beschäftigung mit den Kulturen des Burgenlandes entsprach auch sein Interesse für das jeweilige Lebenswerk von Johann Nepomuk Hummel, Carl Goldmark und Jenő Takács. 2011 konzipierte er die Liszt-Ausstellung des Landes.
Winkler lehrte am Joseph-Haydn-Konservatorium in Eisenstadt, an der Universität für Musik und darstellende Kunst Wien und am Musikwissenschaftlichen Institut der Universität Wien.

## Publikationen
Außer Monographien hat Winkler zahlreiche Aufsätze in Zeitschriften, Sammelwerken und Festschriften sowie in musikwissenschaftlichen Lexika (Österreichisches Musiklexikon, MGG) publiziert.